# Dominique Blanchet
Pour les articles homonymes, voir Blanchet.
Dominique Blanchet , né le 15 février 1966 à Cholet (Maine-et-Loire), est un prélat catholique français, évêque de Créteil depuis le 9 janvier 2021 et prélat de la Mission de France depuis le 21 mai 2025.

## Biographie

### Jeunesse et formation
Dominique Blanchet — dont la famille est originaire de la commune des Cerqueux dans le sud du Maine-et-Loire — est né le 15 février 1966 à Cholet, troisième d'une famille de cinq enfants. 
En 1987, il obtient une maîtrise de mathématiques à l'université d'Angers, puis intègre l'École centrale de Paris où il obtient un diplôme d’ingénieur et un diplôme d'études approfondies (DEA) en génie des matériaux en 1989. Il est de la même promotion que Delphine Ernotte.
De 1989 à 1992, coopérant avec la délégation catholique pour la coopération (DCC), il travaille dans la région du Sahel, au nord-ouest du Burkina Faso, avec des groupements villageois pour aider à la maîtrise de l'eau dans cette région. C'est là que se précisent sa vocation sacerdotale et son désir d’y répondre.
À son retour en 1992, il entre au séminaire d'Angers où il effectue le cycle de philosophie et approfondit sa découverte du bienheureux Antoine Chevrier. Il est ensuite  envoyé par Jean Orchampt, alors évêque d'Angers, au séminaire du Prado à Limonest de 1995 à 1999 pour suivre son second cycle. Il y obtient sa licence en théologie en 1999.

### Ministères
Il est ordonné diacre le 20 juin 1998 et prêtre pour le diocèse d'Angers le 27 juin 1999 par Jean Orchampt.
Son ministère l'amène à occuper successivement les fonctions de prêtre coopérateur pour la paroisse "Saint-Denis-des-Faluns" à Doué-la-Fontaine jusqu'en 2005. À compter de 2010, il est également coopérateur pour la paroisse "Saint-Martin-en-Layon" à Martigné-Briand.
En 2004, il est nommé délégué épiscopal à la pastorale des jeunes, charge qu'il conserve jusqu'en 2010 et rejoint également l'équipe d'aumônerie diocésaine du Mouvement rural de jeunesse chrétienne (MRJC) pour deux ans. De 2004 à 2015 il est également aumônier des communautés Foi et Lumière.
En 2005, il est nommé curé in solidum des paroisses "Saint-Pierre-Saint-Jacques-en-Chemillois" à Chemillé, "Sainte-Bernadette-en-Aubance-et-Jeu" à Neuvy-en-Mauges et "Notre-Dame-de-la-Colline" aux Gardes.
Le 5 juin 2005, il s'engage dans l'association des prêtres du Prado.
En 2006, Jean-Louis Bruguès fait de lui son vicaire général et il exerce la fonction d'administrateur diocésain de janvier à septembre 2008, après le départ de Jean-Louis Bruguès pour Rome. Il retrouve ses fonctions de vicaire général auprès du nouvel évêque, Emmanuel Delmas, de 2008 à 2015.
Parallèlement, il est également administrateur paroissial de la paroisse "Saint-Maurille-en-Loire-et-Layon" à Chalonnes-sur-Loire de 2011 à 2013 puis curé de la paroisse "Saint-Lazare-Saint-Nicolas" d'Angers de 2013 à 2015.

### Évêque
Le 21 mai 2015, après avoir accepté la démission de Claude Schockert, le pape François nomme Dominique Blanchet évêque de Belfort-Montbéliard. Il est ordonné le 12 juillet suivant par Jean-Luc Bouilleret, archevêque de Besançon, assisté de son prédécesseur Claude Schockert et d'Emmanuel Delmas, évêque d'Angers. Le 3 avril 2019, il est élu vice-président de la conférence des évêques de France, et réélu en 2022 pour un second mandat de trois ans.
Le 9 janvier 2021, le pape François le nomme évêque de Créteil, où il succède à Michel Santier qui a quitté sa charge — officiellement pour raison de santé — mais en réalité a fait l'objet de mesures disciplinaires par le Vatican pour des abus spirituels à des fins sexuelles dans les années 1990 lorsqu'il était prêtre,. Dominique Blanchet est installé le 28 février 2021 en la cathédrale Notre-Dame de Créteil, en présence de l'archevêque de Paris, Michel Aupetit. En décembre 2021, Dominique Blanchet annonce la vente de son domicile épiscopal afin de contribuer au budget d'indemnisation des victimes d'abus sexuels.

### Participation à des manifestations
En 2019, il participe à une manifestation contre l'islamophobie mais ne manifeste pas contre la procréation médicalement assistée (PMA) par « crainte de récupération car le sujet est très sensible », selon lui.

### Prélat de la Mission de France
Le 21 mai 2025 le pape Léon XIV, nomme Dominique Blanchet prélat de la Mission de France. C'est la deuxième nomination épiscopale du Souverain pontife concernant la France. Dominique Blanchet conserve sa charge d'évêque de Créteil,. La célébration d'installation de Dominique Blanchet s'est déroulée le 12 juillet 2025 à l'abbatiale de Pontigny, église de la prélature territoriale de la Mission de France, en présence de Dominique Lebrun, archevêque métropolitain de Rouen, d'Antoine Hérouard, archevêque métropolitain de Dijon et de Celestino Migliore, nonce apostolique en France.

### Devise
« Mets ta joie dans le Seigneur » (Ps 37,4).